# Sève
Pour les articles homonymes, voir Seve (homonymie).

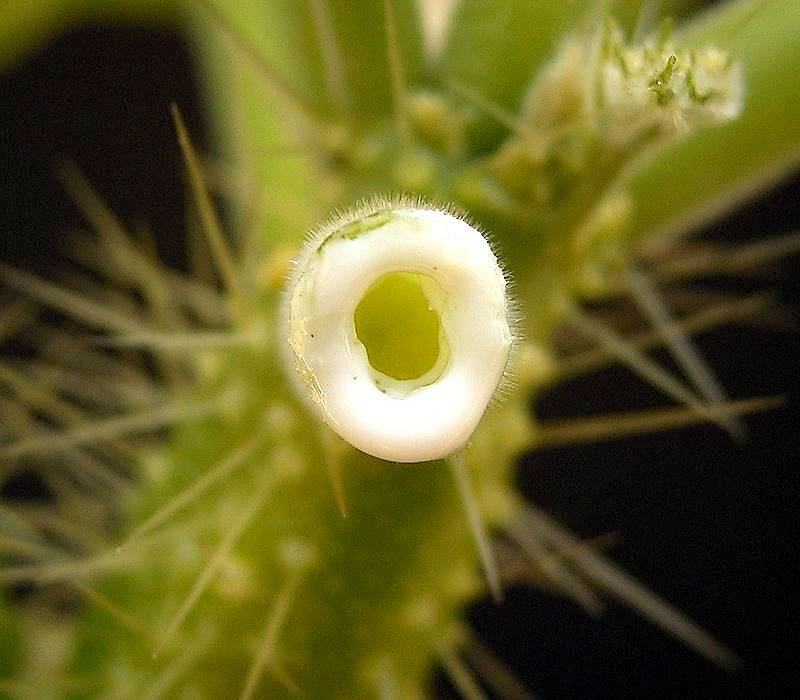
Sève d'une tige de Cnidoscolus urens.

En botanique et en physiologie végétale, la sève est le milieu liquide qui circule grâce à des cellules spécialisées appelées « vaisseaux », entre les différents organes des plantes permettant de transporter les éléments nutritifs nécessaires à leur croissance et de redistribuer les substances organiques élaborées par la photosynthèse. Il existe grosso modo deux types de sèves : la sève élaborée et la sève brute. En effet, au niveau de la plante entière, les échanges gazeux foliaires (photosynthèse et transpiration) sont à l'origine des deux flux de sève qui circulent en sens opposé dans des structures distinctes. 

## Sève brute
La sève brute, solution de sels minéraux captée au niveau des racines par les poils absorbants (notamment au niveau des radicelles), circule principalement dans le xylème, c'est-à-dire les vaisseaux du bois. Ces vaisseaux ont une forme permettant la montée de la sève (grâce à des anneaux ou spirales tenant les vaisseaux ouverts) vers les feuilles afin de leur fournir les nutriments nécessaires à la photosynthèse. Dans le tronc des arbres, les vaisseaux actifs se trouvent dans l'aubier (qui est la partie périphérique du bois), ceux du centre (le duramen) étant morts et jouant seulement un rôle de soutien grâce à la lignine. 
La montée de la sève est due à deux facteurs : la transpiration foliaire et la poussée racinaire. À la surface des feuilles, l'eau s'évapore, et du fait de la cohésion entre molécules d'eau grâce aux liaisons hydrogène, les grands arbres peuvent faire monter une colonne d'eau de plus de 100 mètres. L'osmose permet de faire monter l'eau, car la sève brute étant chargée en minéraux, l'eau cherche un équilibre, et a tendance à « pousser » pour entrer dans les canaux conducteurs de sève. La capillarité est le phénomène physique par lequel l'eau adhère aux parois d'un tube, et monte, jusqu'à trouver un équilibre entre la force de la gravité et la capacité.
Parallèlement, il existe la nuit une redistribution d'eau dans le profil de sol par les racines des plantes vasculaires, phénomène appelé ascenseur hydraulique.

## Sève élaborée
La sève élaborée, qui contient des substances organiques solubles, principalement des acides aminés et des sucres, provient essentiellement des feuilles, siège de la photosynthèse, et circule principalement dans les tubes criblés du phloème secondaire ou liber, situé entre le cambium et le périderme. Les échanges se font aussi des feuilles vers les organes de réserves ou organes puits, fruits, graines, tubercules[réf. souhaitée], ou à l'inverse en période de croissance, des organes de réserves vers les tiges en formation. 
Il est rare qu'il y ait des flux de sève entre les fruits et les autres organes de la plante, car les fruits sont des éléments indispensables pour la dispersion des graines et donc la pérennité de l'espèce ; ils sont donc très protégés.

## Utilisation de la sève
La sève élaborée est parfois prélevée par l'homme qui en tire des produits sucrés, comme la sève du palmier qui par fermentation produit le vin de palme ou bien la sève de pin maritime près de Nazaré au Portugal.
L'eau de bouleau et la sève d'érable, produits sucrés à l'origine du sirop, ne sont pas tirées de la sève élaborée, mais bien de la sève brute du bouleau et de l'érable, qui, durant quelques semaines au début du printemps, se charge de sucres issus des tissus de réserves parenchymateuses avant même l'apparition des feuilles.
En Amazonie, la sève de l'espèce croton lechleri est couramment nommée « sang de dragon » de par sa couleur « rouge sang » et est largement utilisée en médecine traditionnelle depuis des siècles.
La récolte de la sève, ou résine, des pins, s'appelle le gemmage.

## Sève artificielle
La sève artificielle est un mélange constitué principalement d'un tiers de glycérine et deux tiers d'eau utilisé pour stabiliser les fleurs, feuilles et rameaux en conservant leur aspect naturel pour en faire des bouquets et autres compositions florales.